# Leptophloeus angustulus
Leptophloeus angustulus is een keversoort uit de familie dwergschorskevers (Laemophloeidae). De wetenschappelijke naam van de soort werd in 1866 gepubliceerd door John Lawrence LeConte.